# Arrondissement de Rao
L'arrondissement de Rao est l'un des arrondissements du Sénégal. Il est situé dans le département de Saint-Louis et la région de Saint-Louis, dans le nord du pays.
Il compte trois communautés rurales :
- Communauté rurale de Fass Ngom
- Communauté rurale de Ndiébène Gandiole
- Communauté rurale de Gandon

Son chef-lieu est Rao.